# تپه زاوابوک
تپه زاوابوک مربوط به هزاره اول (پیش از میلاد) است و در شهرستان پیرانشهر، بخش مرکزی، دهستان لاهیجان، روستای زنگ آباد واقع شده است. این اثر در تاریخ ۳۰ دی ۱۳۸۵ با شمارهٔ ثبت ۱۶۸۳۶ به عنوان یکی از آثار ملی ایران به ثبت رسیده است.